# 電話ブース

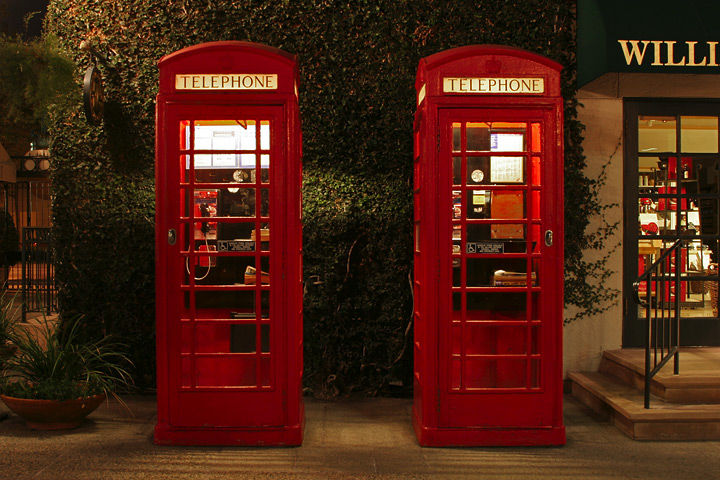
カリフォルニア州パサデナのサウスレイクにあるイギリスの赤い電話ボックスのレプリカ。

電話ブース（でんわブース、英: telephone booth）、電話キオスク（でんわキオスク、英: telephone kiosk）、電話ボックス（でんわボックス、英: telephone box）、公衆電話ボックス（こうしゅうでんわボックス、英: public call box）とは、公衆電話が設置された電話利用者の利便性を向上するための小さな公共施設。
アメリカとカナダでは、「電話ブース」がこの施設の一般的な用語だが、イギリス連邦（特にイギリスとオーストラリア）では、「電話ボックス」と呼ばれている。
このようなブースには通常、照明、プライバシーを保護するためのドアが使用されており、中に人がいるかどうかを他の人に知らせるための窓がある。電話ボックスには、地元の電話番号の印刷されたディレクトリが備え付けられている場合があり、ホテルなどの公式な電話ボックスには、紙とペン、さらには座席が備え付けられている場合がある。屋外のものは、頻繁な使用に耐えるために金属とプラスチックでできているものが一般的であるが、屋内の場合（かつては沈黙キャビネットとして知られていた）は、より精巧な装飾と家具を備えている場合がある。ほとんどの屋外電話ボックスには、電話サービス会社の名前とロゴがある。

## 歴史

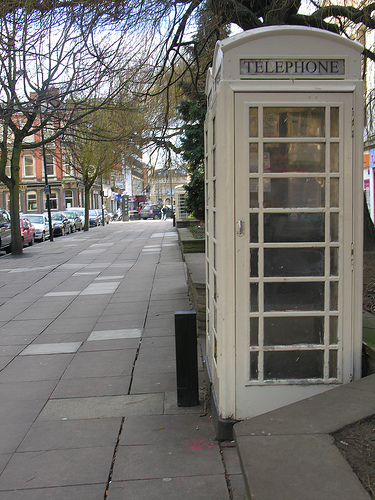
ハルK6電話ボックス

「Fernsprechkiosk」と呼ばれる世界初の電話ボックスは、1881年1月12日にベルリンのポツダム広場に開設された。それを使用するには、Telefonbilletと呼ばれる紙のチケットを購入する必要があり、数分間の通話を可能にした。 
ウィリアム・グレイは1889年にアメリカでコイン公衆電話を発明したとされている。
イギリスでは、1920年にコンクリート製のK1から電話ボックスの全国ネットワークの構築が開始された。また、郵便局は、街の美しさのために、赤いグレージングバースキームを備えた、灰色の電話ボックスを許可することを余儀なくされた。ただし、現在、それらは赤く塗られている。

### 設計

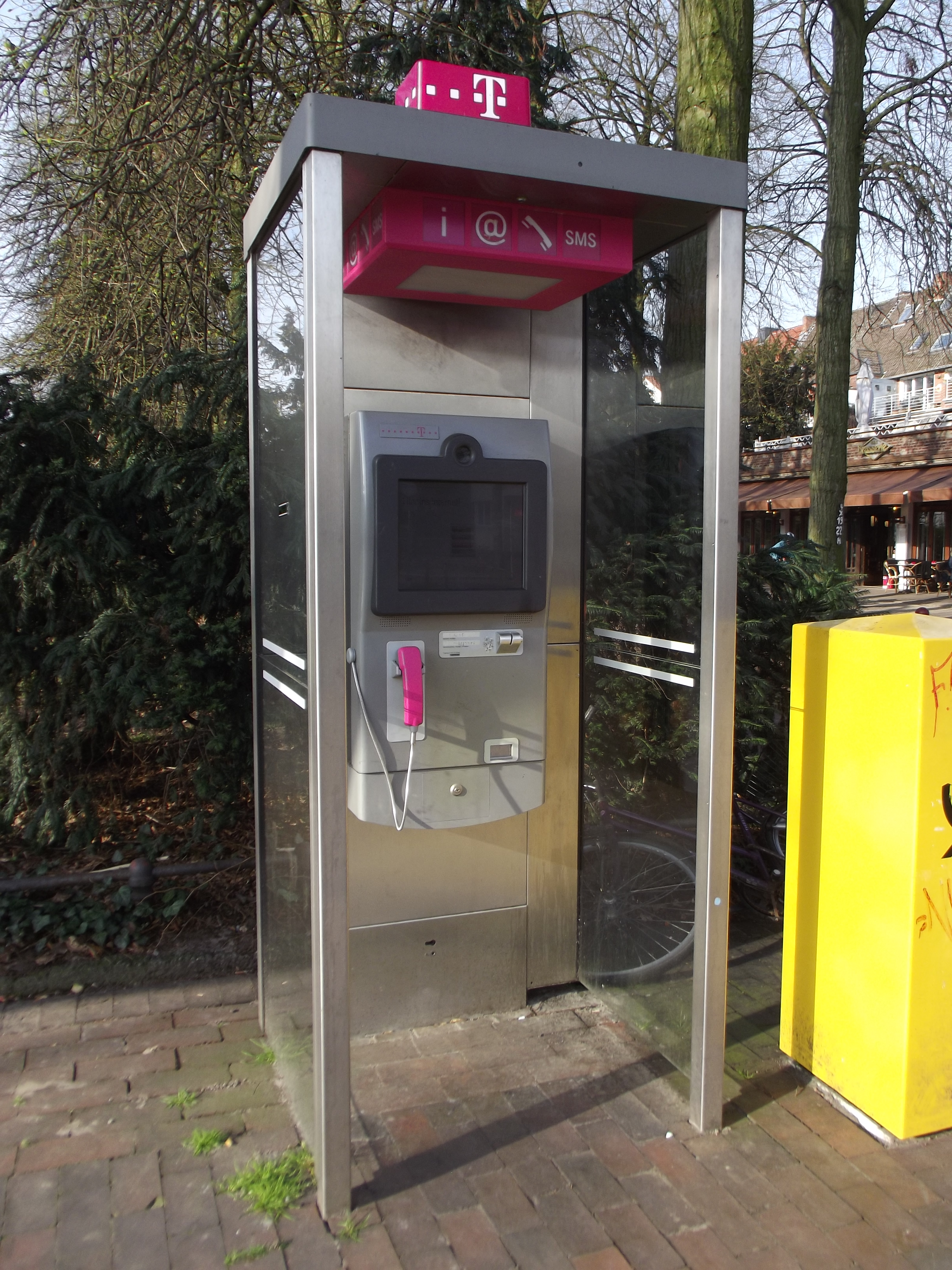
ドイツのミュンスターにあるインターネットアクセス付きの電話ボックス。 2014年3月撮影。

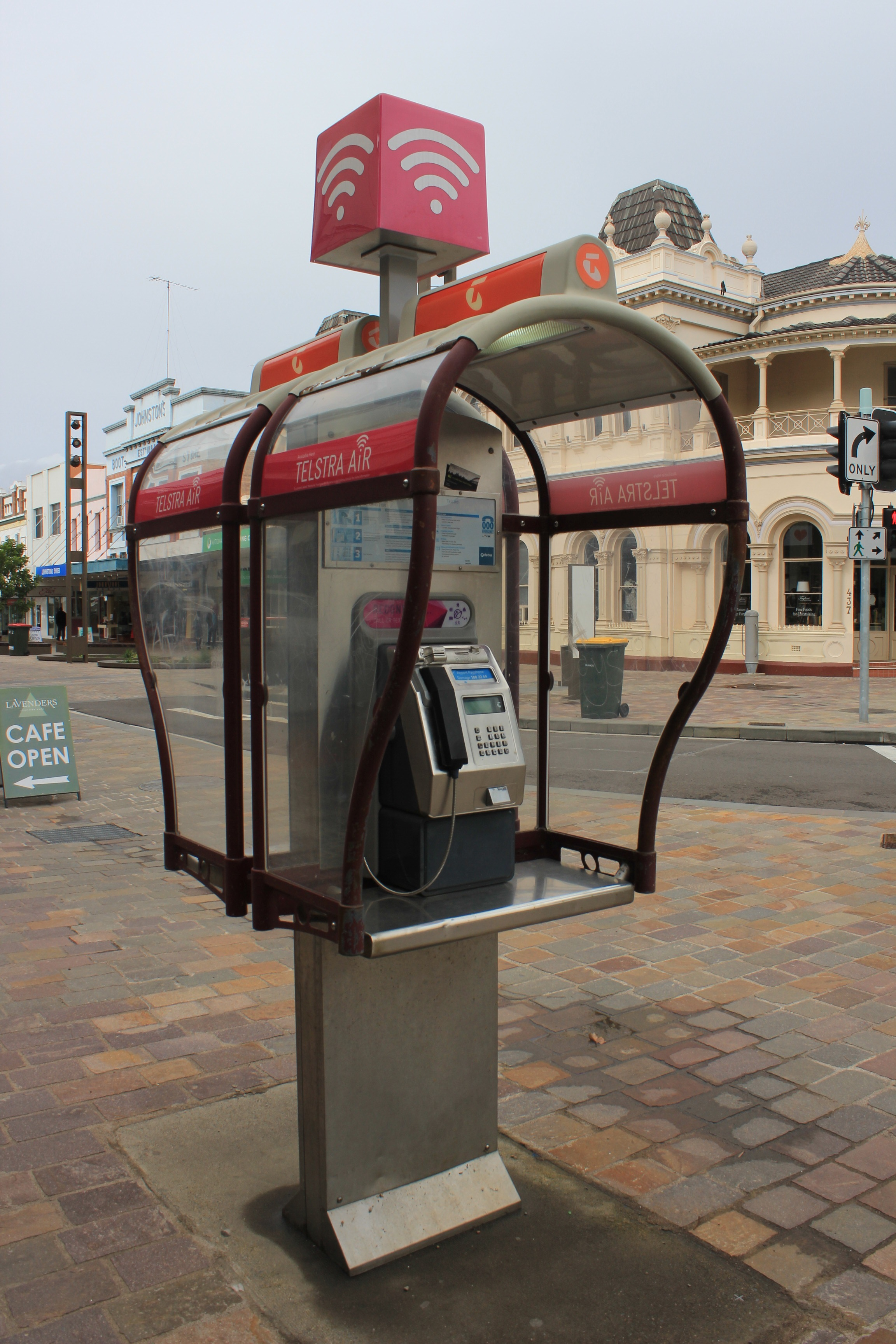
インターネットにアクセスするためのWi-Fiホットスポットとしても機能するオーストラリアのTelstra公衆電話ボックス。

1970年代以降、米国では有料電話が広場に設置されることはますます少なくなっていった。かつて多くの都市で一般的だった電話ボックスは現在、ほぼ完全に公衆電話に置き換えられている。この変化は、障害者に有料電話を利用しやすくしようとしたことが原因のひとつである。まだかなり数は多いが、携帯電話の浸透により、1990年代後半以降、全世界では電話ボックスや公衆電話の数が急激に減少している。
一部の電話ボックスに設置された特別な機器により、利用者はコンピュータ、ファックス、聴覚障害者用通信機器などを利用できるものがある。

## プライバシー
電話ボックスは、法執行機関によるワイヤレス監視の対象となっているものがある。

## 通話料金の支払い

### 硬貨の使用
電話ボックスの利用者は、電話のスロットに硬貨を入れることで料金を支払える。また、電話がかけられ、発信者が相手からの応答を着信するまで、硬貨を入金しなくてもいい電話ボックスもある。

### カードの使用
電話のキーパッドに支払いコードを入力するか、スワイプカードまたはテレホンカードを使用して通話料金を支払うことができる。一部の公衆電話には、発信者がクレジットカードで支払いを行うことができる。

### コレクトコール
支払い手段を持たない利用者が発信した場合、電話会社のオペレーターが、受信者が通話による支払いを負担するかどうかを着信者に受信者へ尋ねさせることができる。これは、「料金の取り消し」、「請求の取り消し」、または「コレクトコール」として知られている。

### その他
コンピュータハッキングが大きな問題になるずっと前に、創造的ないたずら者は、様々な手法で電話ボックスを無料で利用できないか考案していた。

## 最近の動向

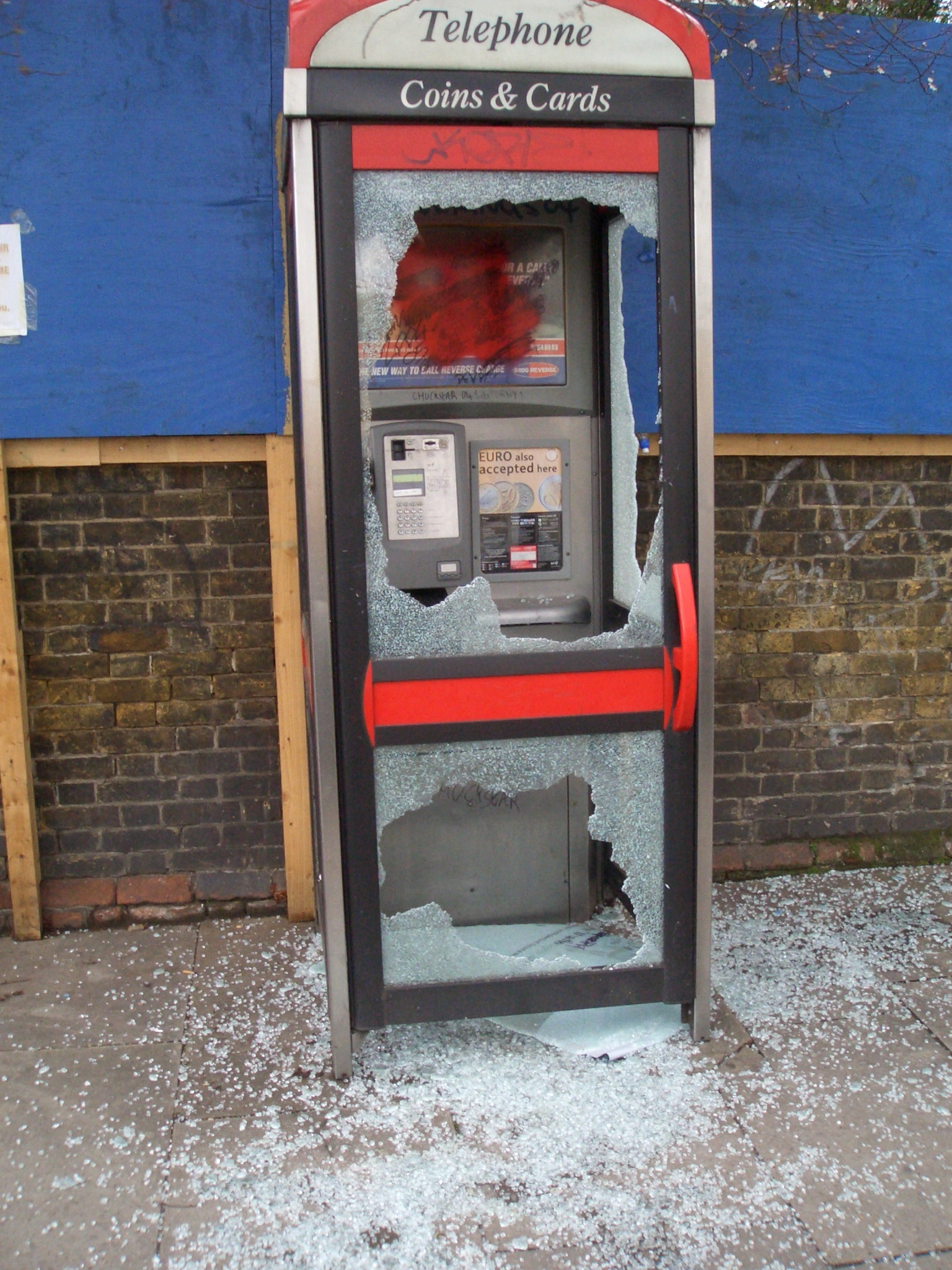
ロンドンで破壊されたKX +電話ボックス。

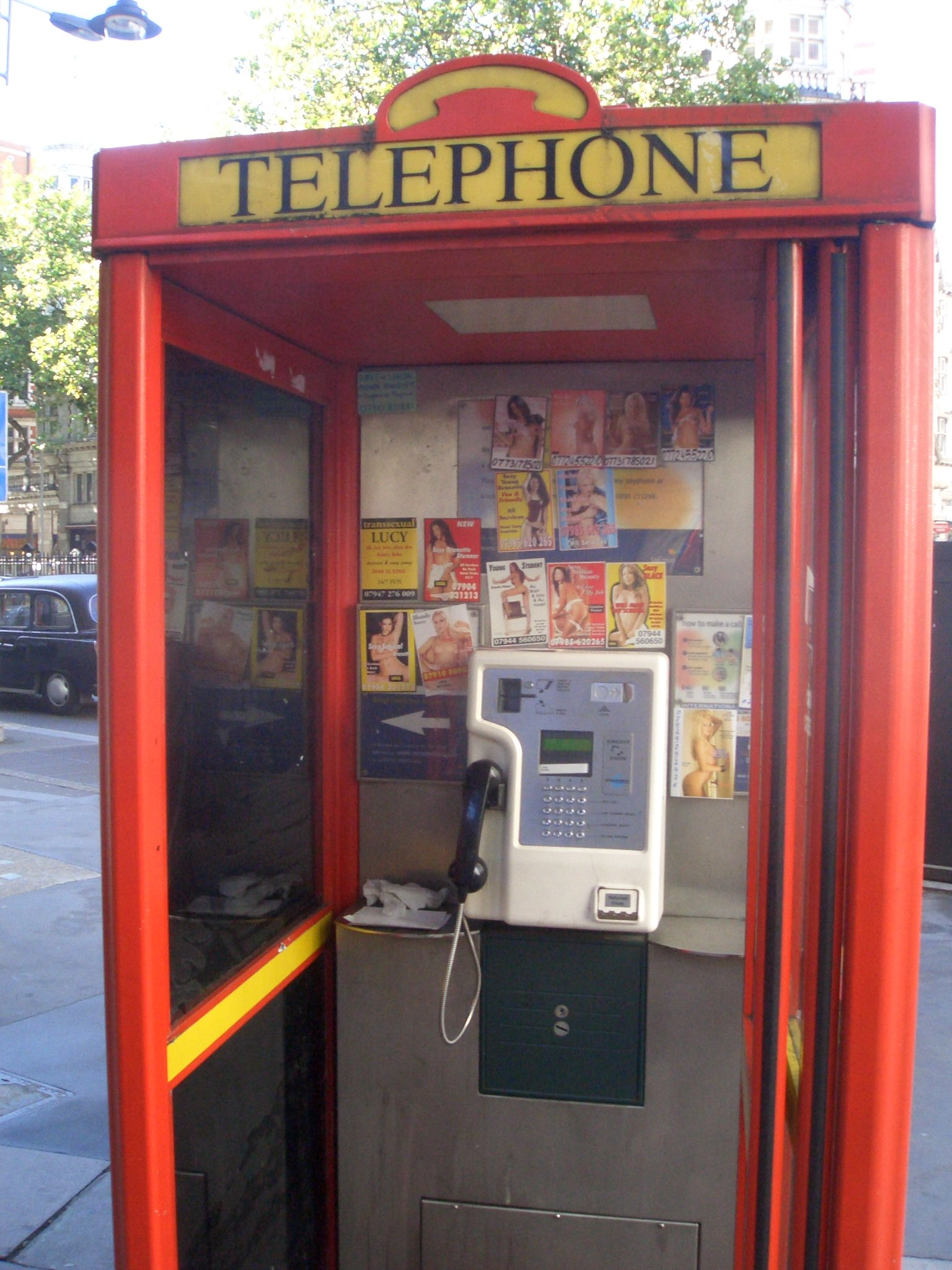
タルトカードは、ロンドンの電話ボックスによく見られ、コールガールのサービスを宣伝している。

### ワイヤレスサービス
携帯電話の利用が増えると有料電話の需要は減ったが、ノートパソコンの利用が増えると新しいサービスが生まれた。 2003年、サービスプロバイダーのベライゾン・コミュニケーションは、マンハッタンの電話ボックスのそばでワイヤレスコンピューター接続を可能にしたVerizon Wi-Fi電話ボックスサービスを開始すると発表した。 2006年をもって、Verizon Wi-Fi電話ボックスサービスは廃止され、より高価なVerizonWirelessのEVDOシステムが採用された。
これにより、コンピュータユーザーはブース内に配置された短距離デバイスを使用してリモートコンピュータサービスに接続できるようになった。発信者は、発信者のコンピュータ内に保存されている事前に設定したアカウントコードを使用して使用料を支払う。

### 破壊行為
電話ボックスに対する特定の破壊行為が増加している地域は、いくつかの企業に非常に耐久性のある公衆電話を備えたよりシンプルなブースを製造するよう促した。

### 広告への利用
電話ボックスに貼り紙をはったり、直接電話ボックスに書き込んだりすることによって、電話ボックスを利用する人にそれらを宣伝することができる。また、自身の電話番号を書き置きすることによって不特定の人と対話しようとする人もいる。

## ギャラリー

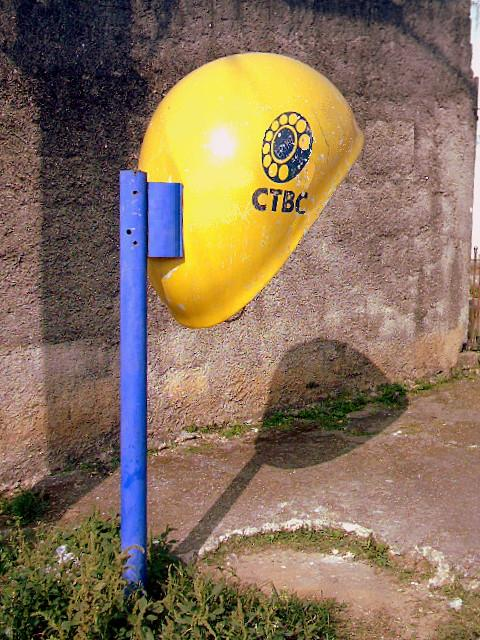
ブラジルの電話ボックス。その形式から一般に「大きな耳」と呼ばれている。
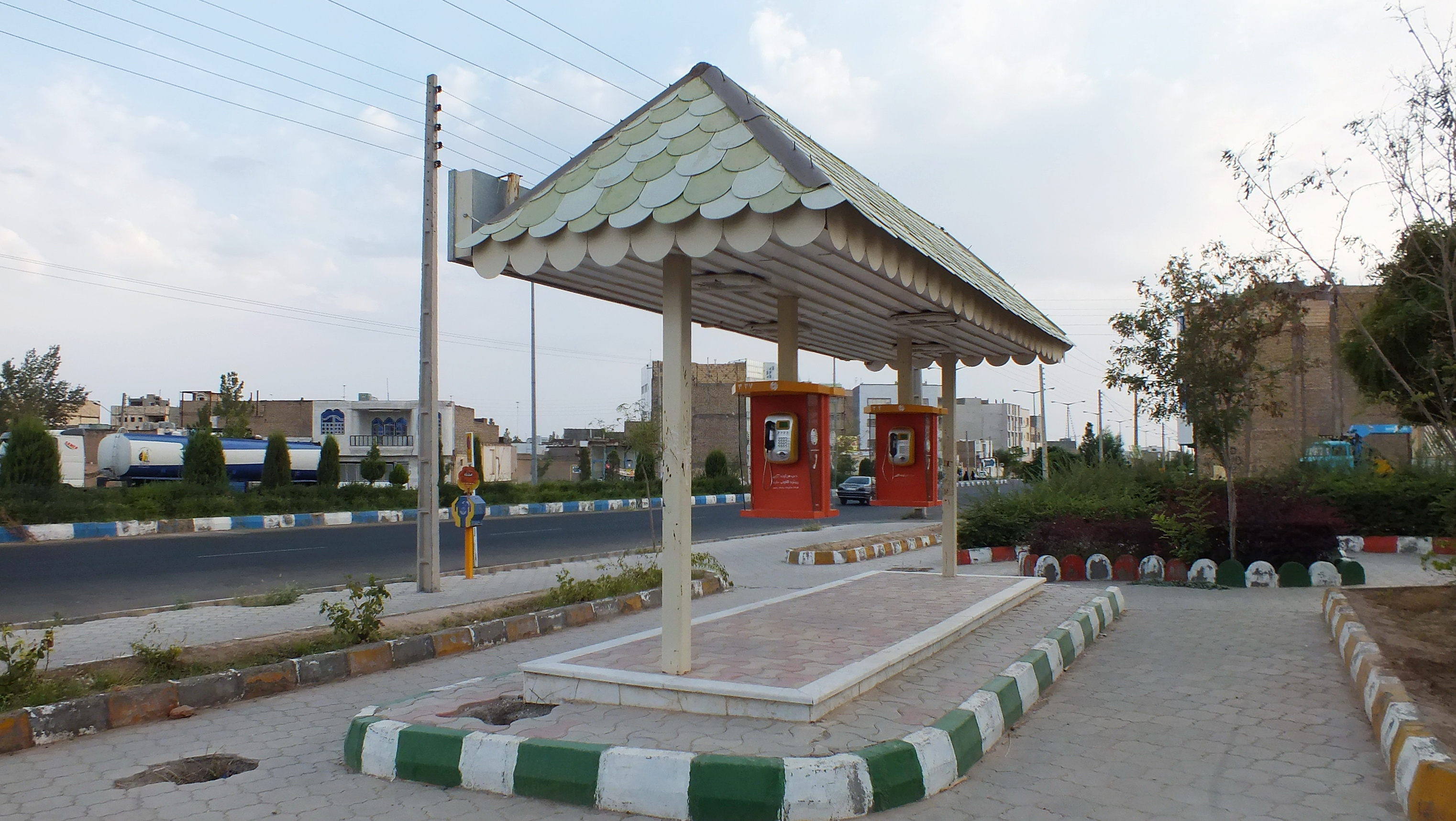
イラン、カシュマールの公衆電話ボックス。
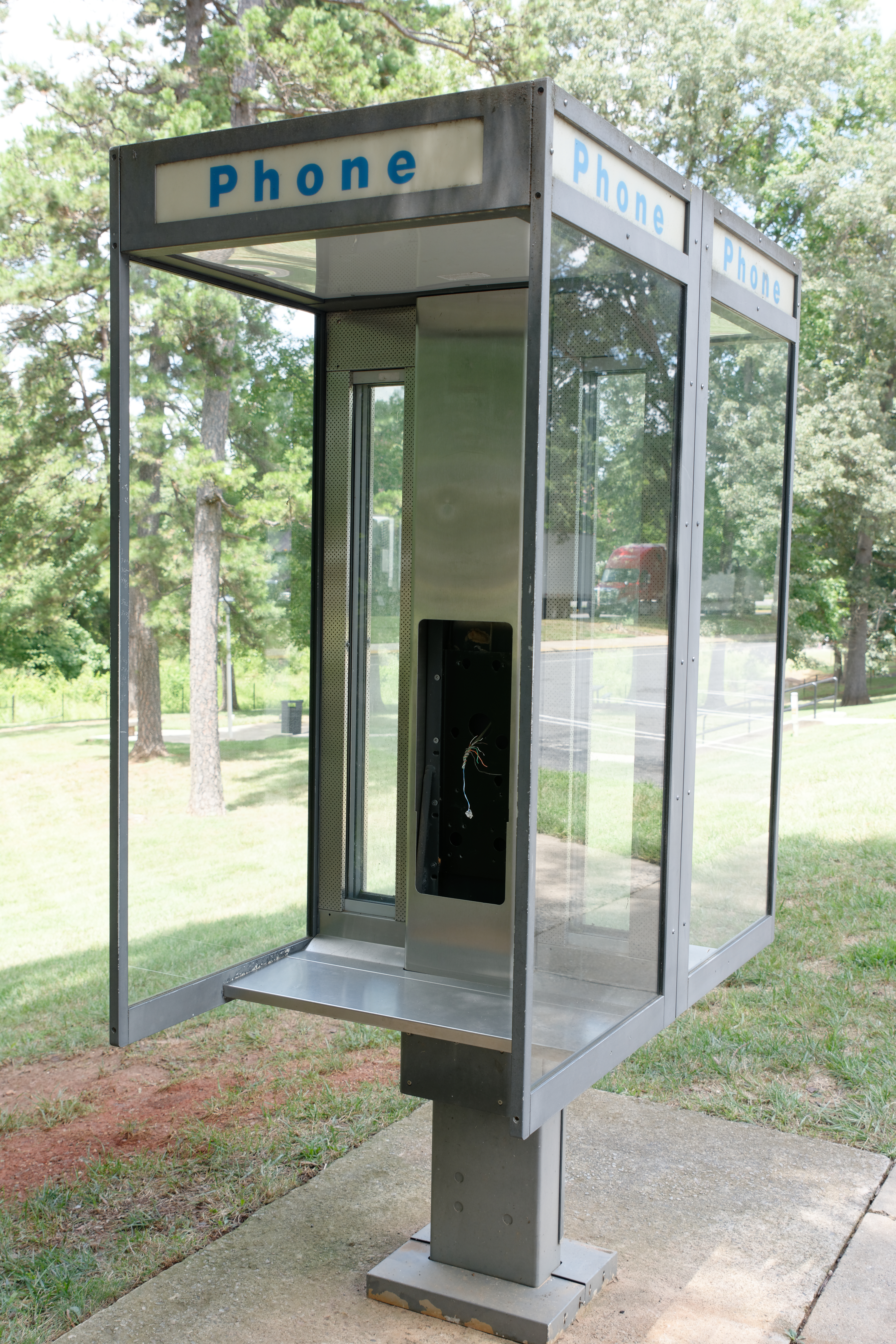
ノースカロライナの電話ボックス。
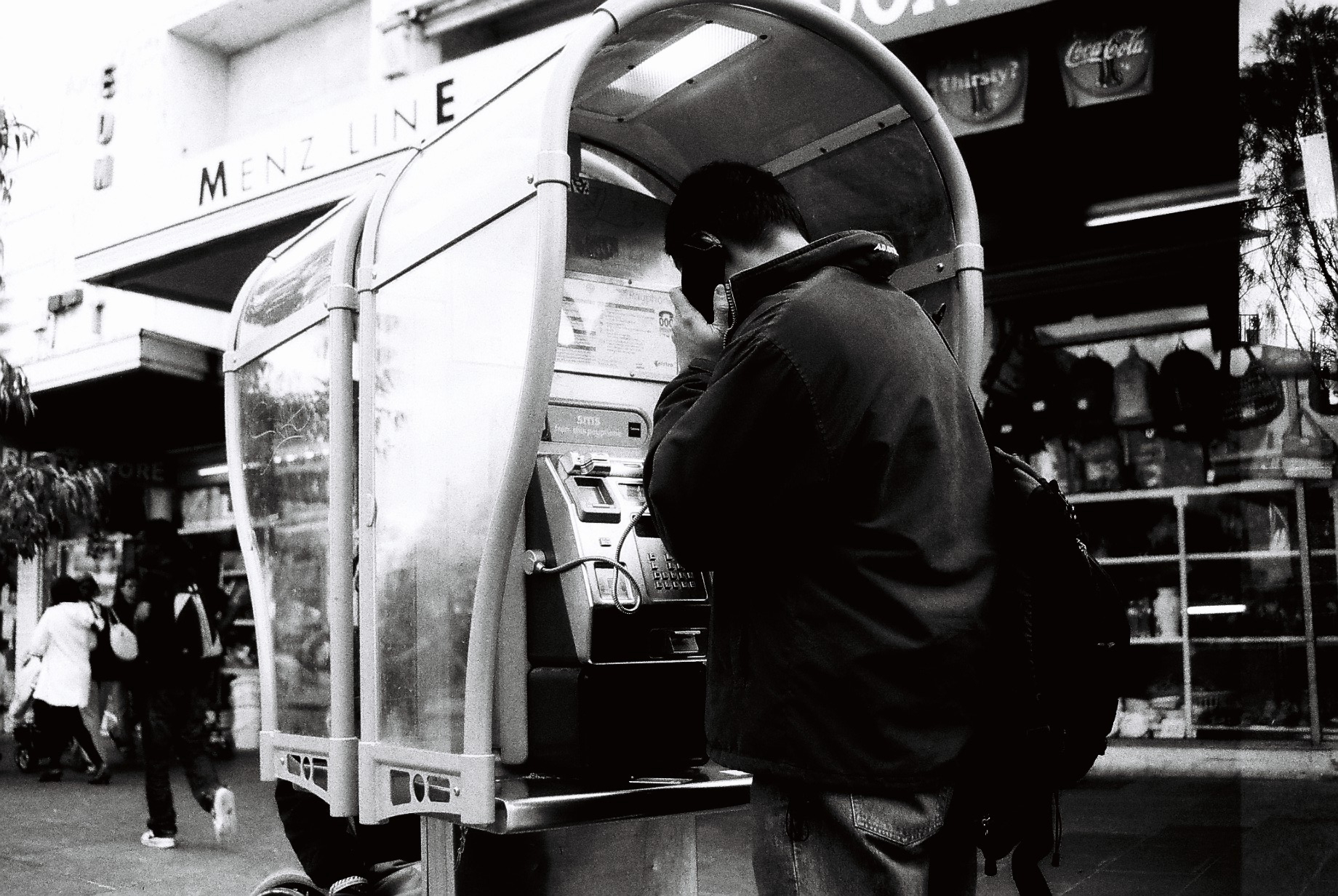
オーストラリアのビクトリア州でテルストラ電話ボックスを使用している人の例。
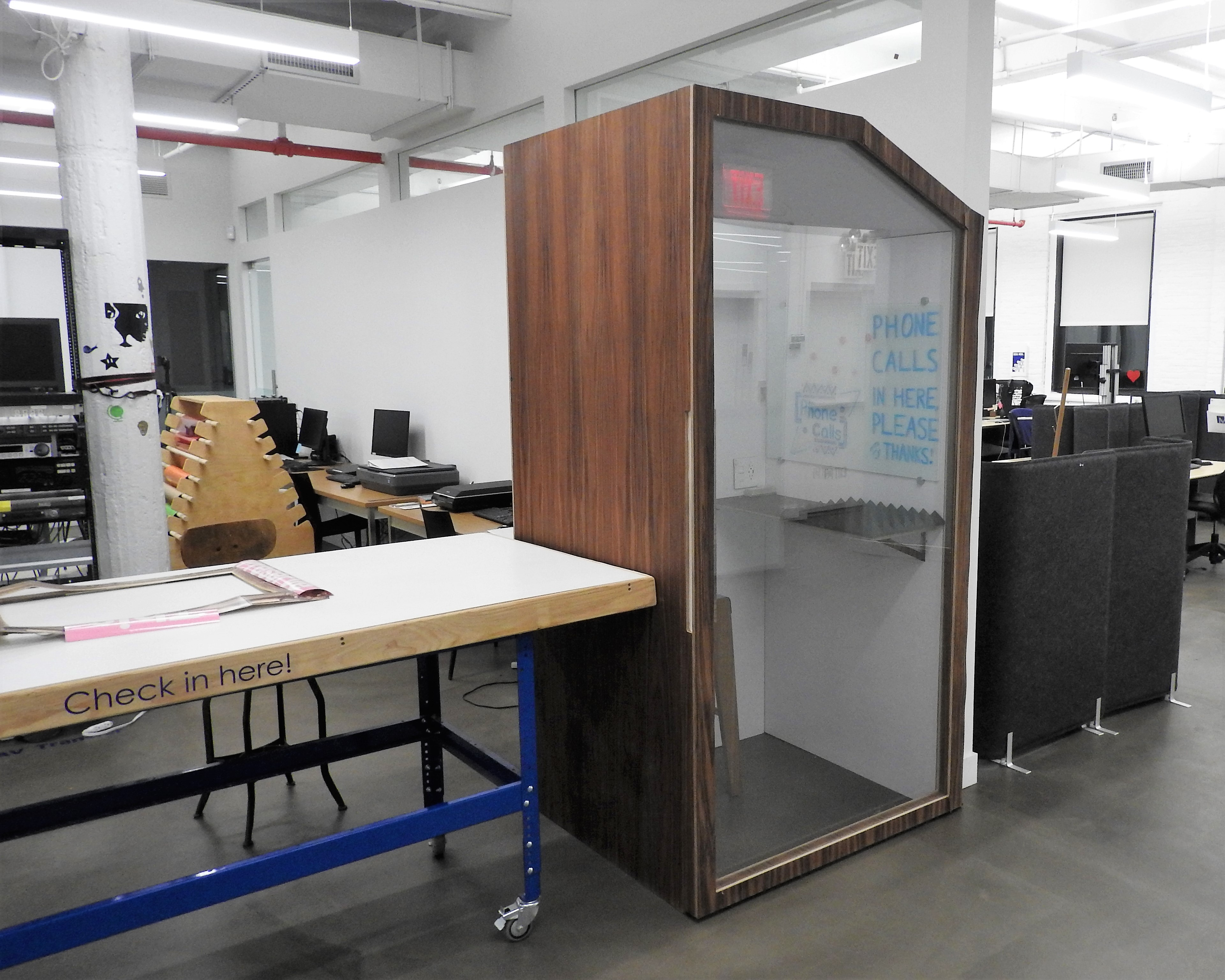
自分の電話を使うためのオフィスの電話ボックス。
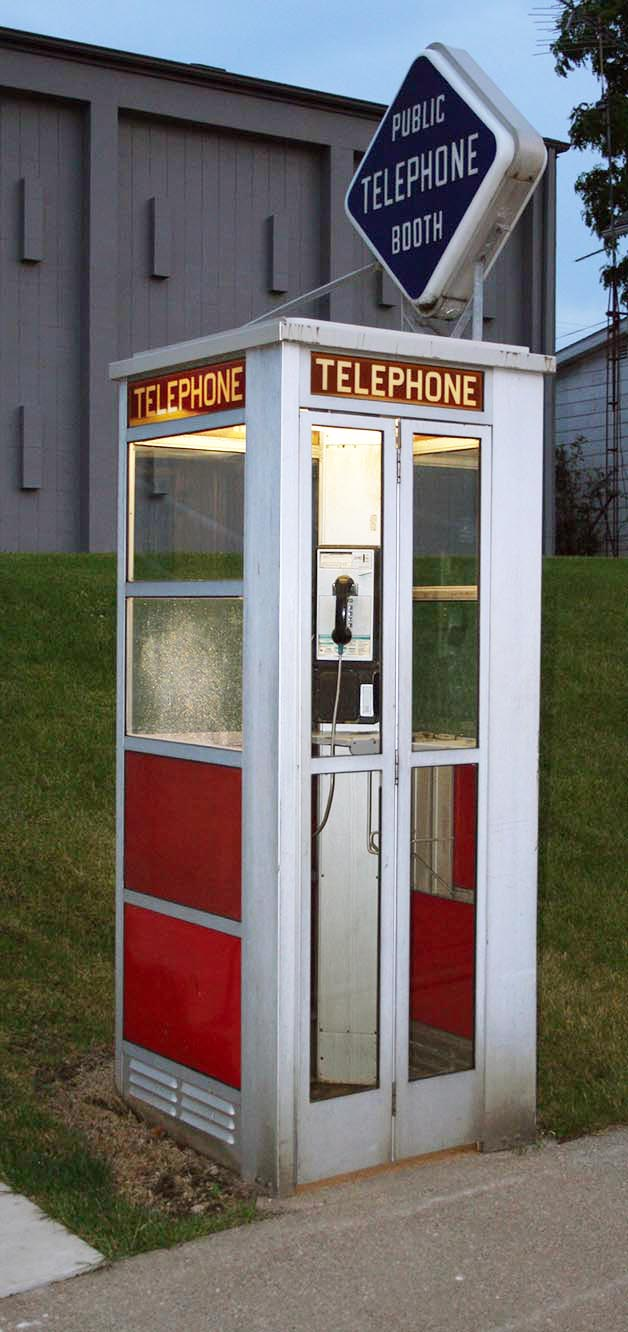
ミネソタ州ラクレセント（英語版）の電話ボックス、2012年5月撮影。
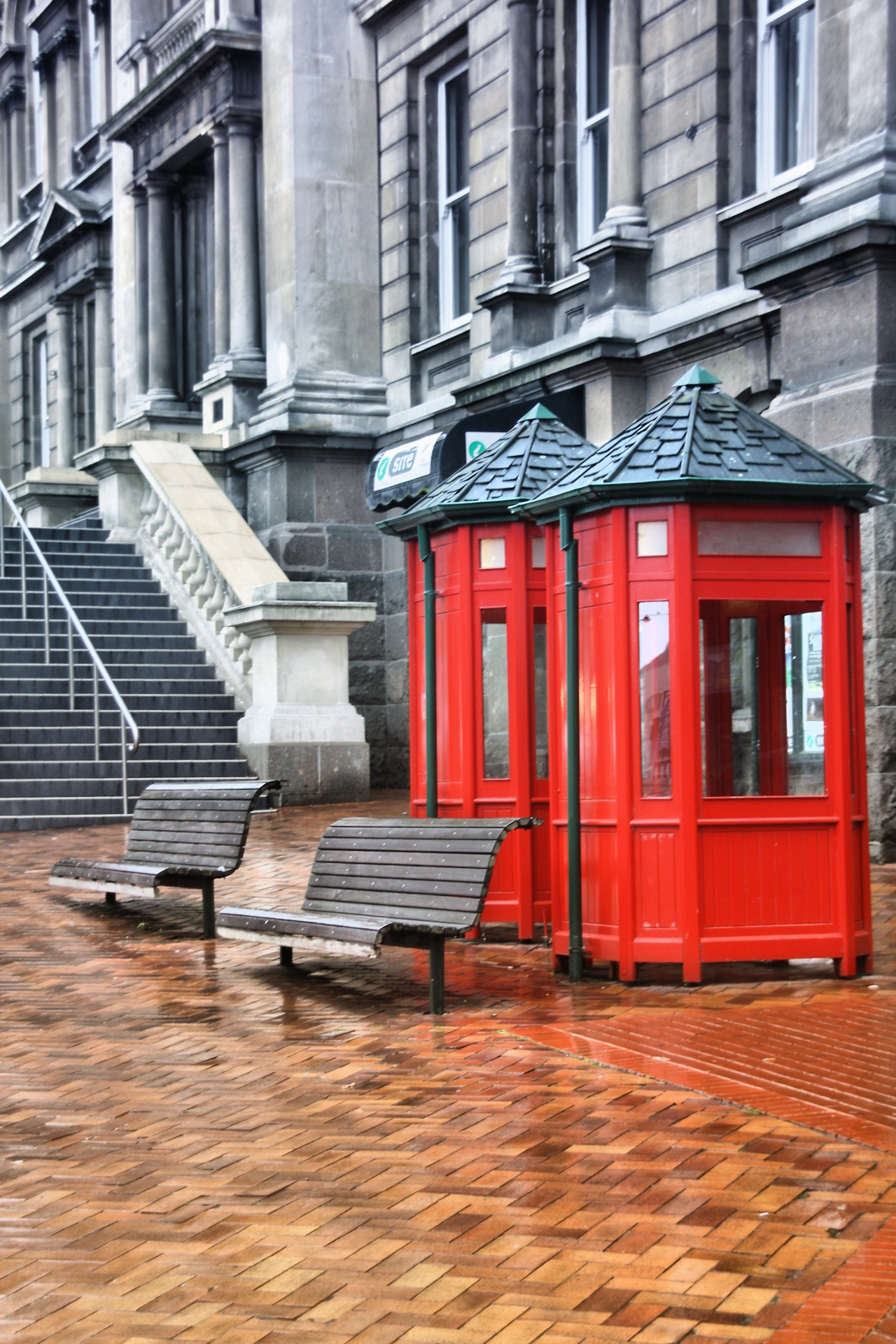
ニュージーランドの電話ブース
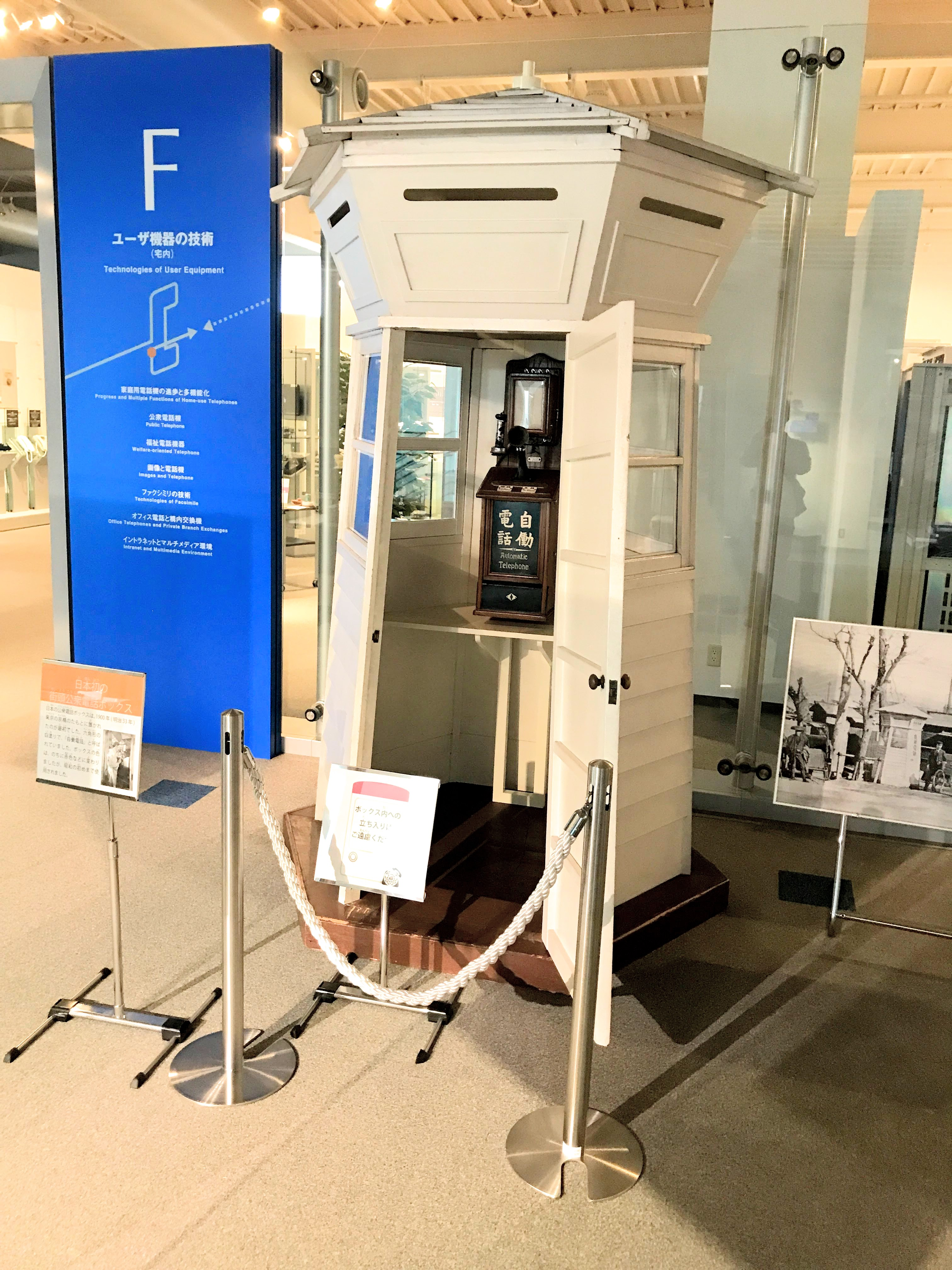
再現された日本初の電話ボックス（1900年）
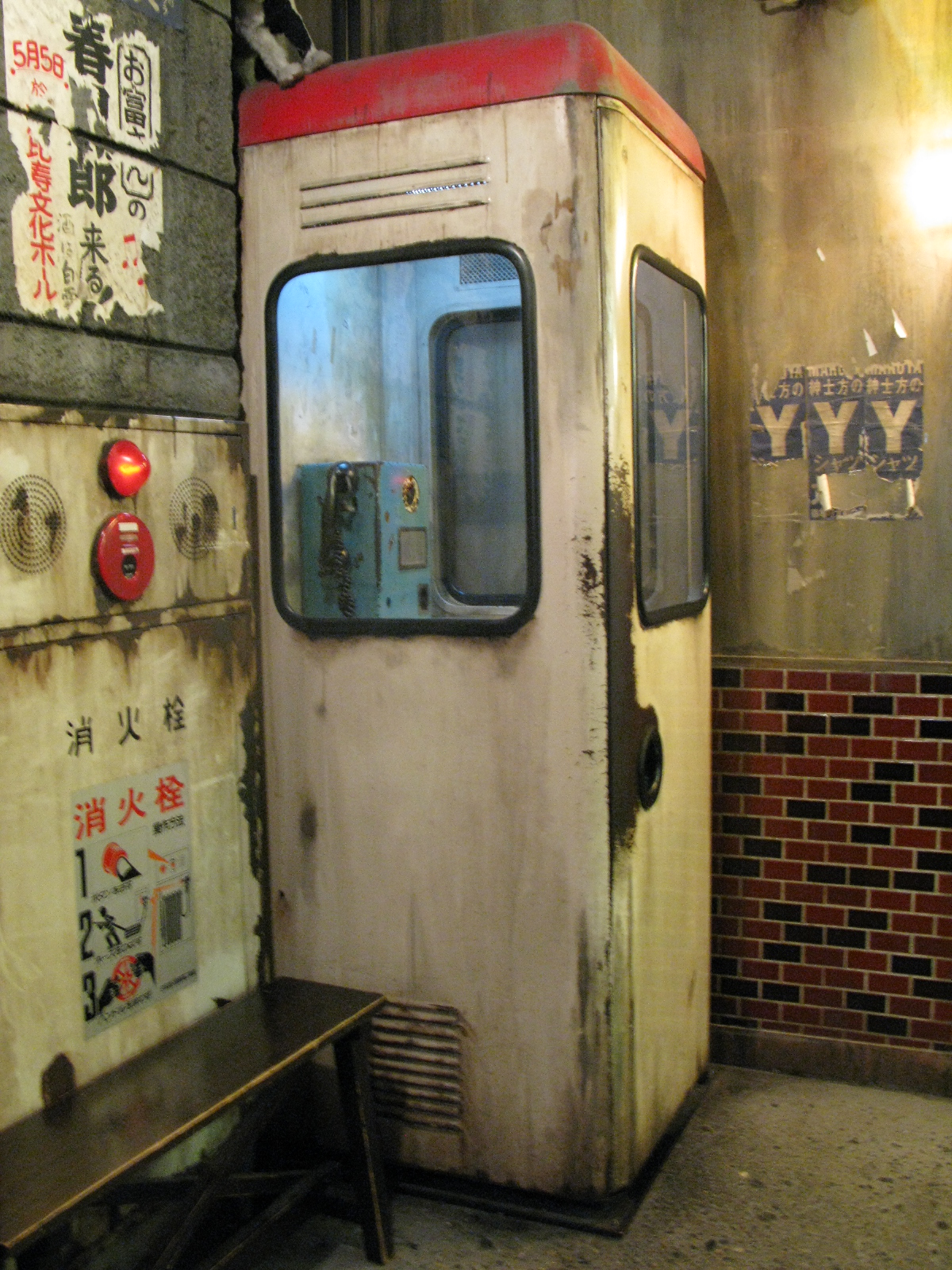
再現された丹頂形電話ボックス（1954年 - ）
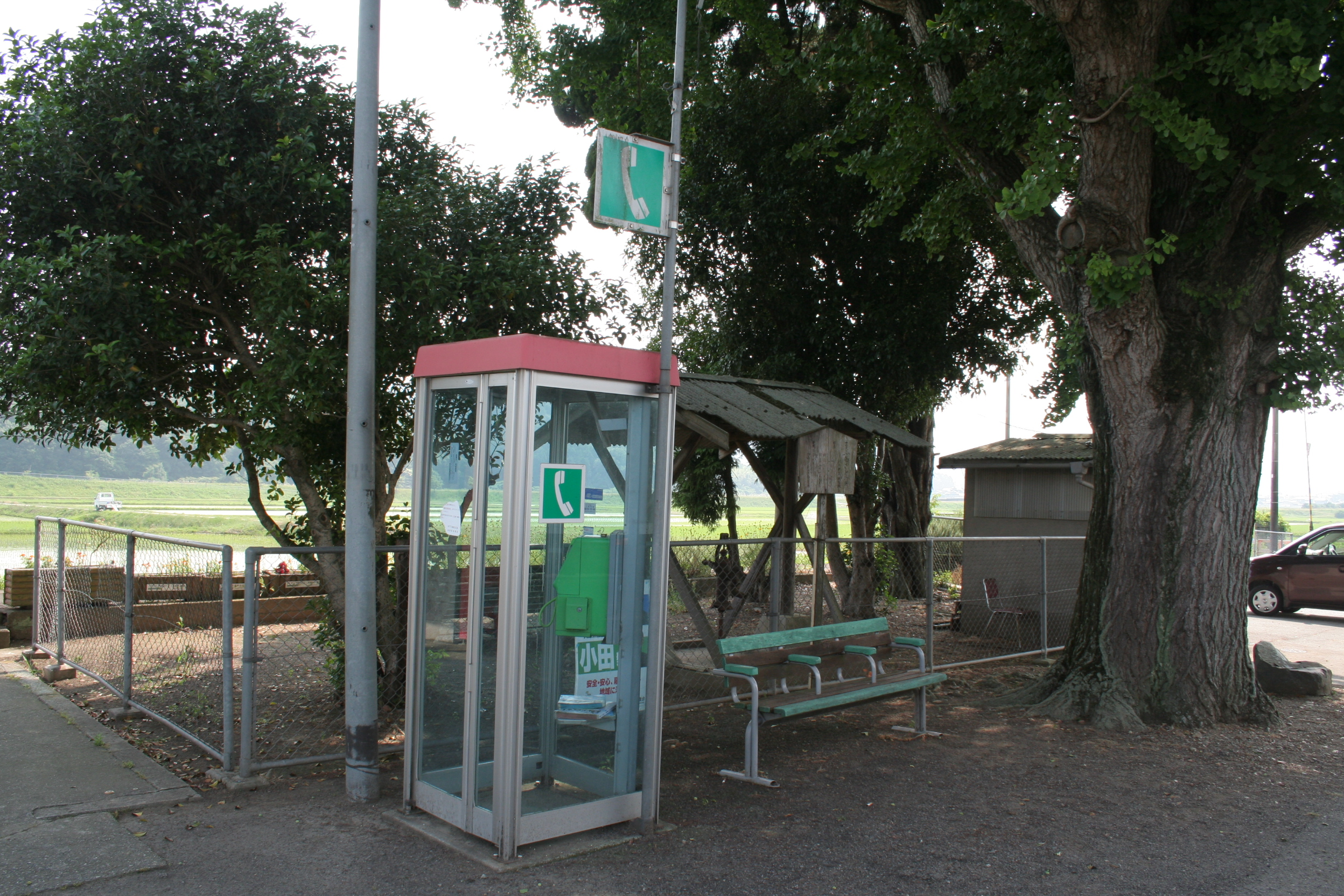
A-BOX（自動局用屋外公衆電話室 1964年 - ）
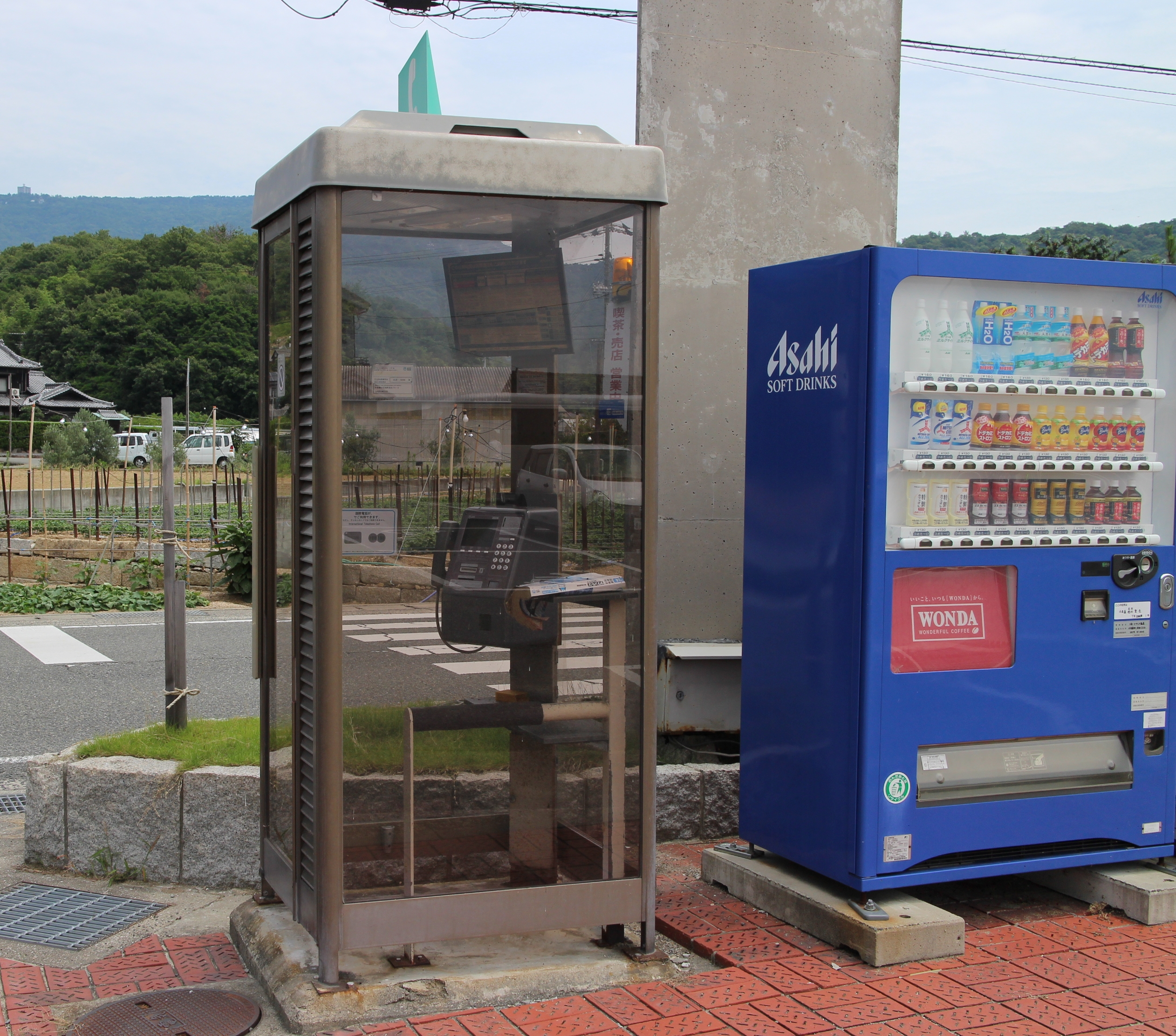
B-BOX（B型屋外用公衆電話室）
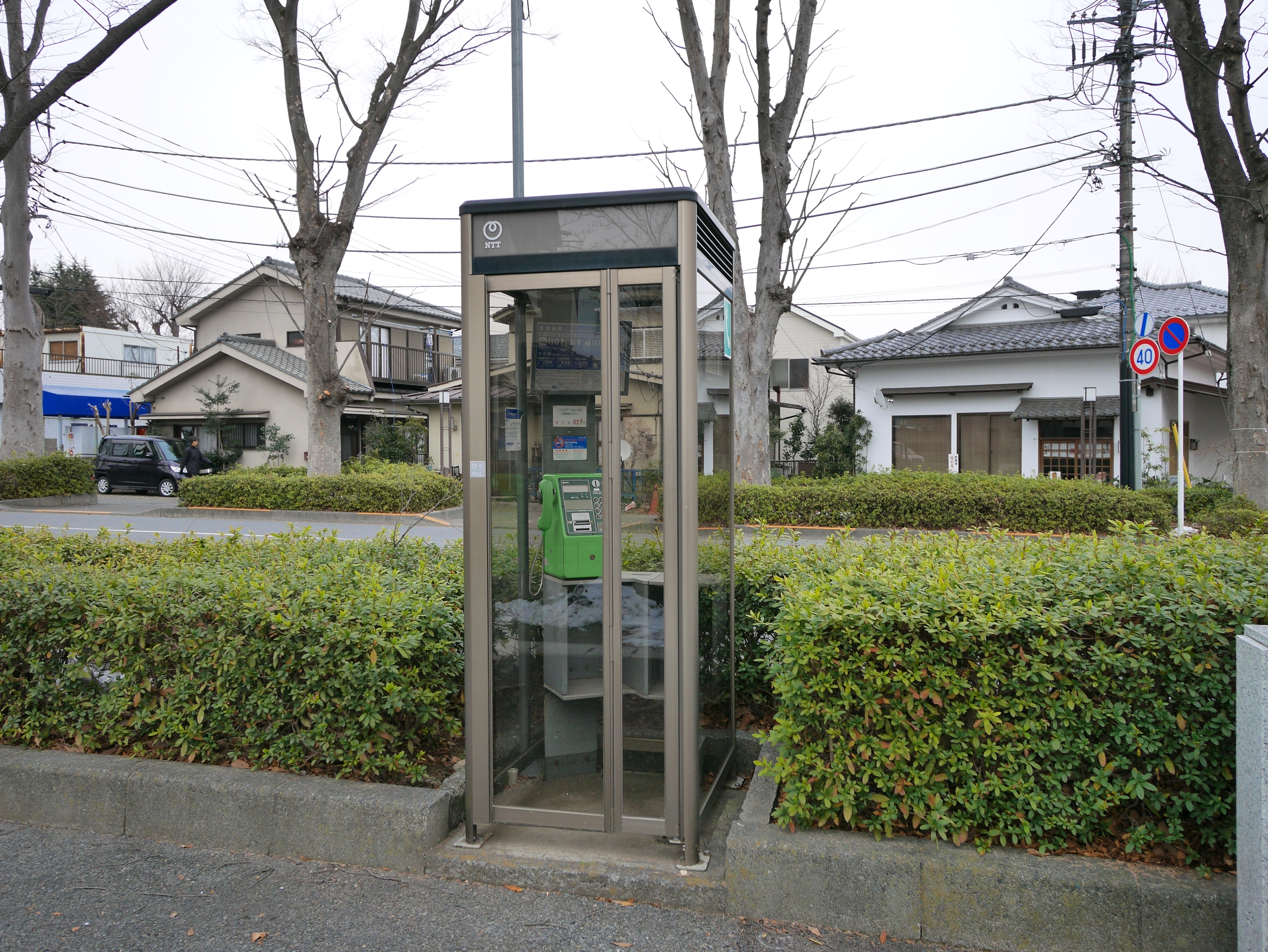
C-BOX（C型屋外用公衆電話室 1991年 - ）
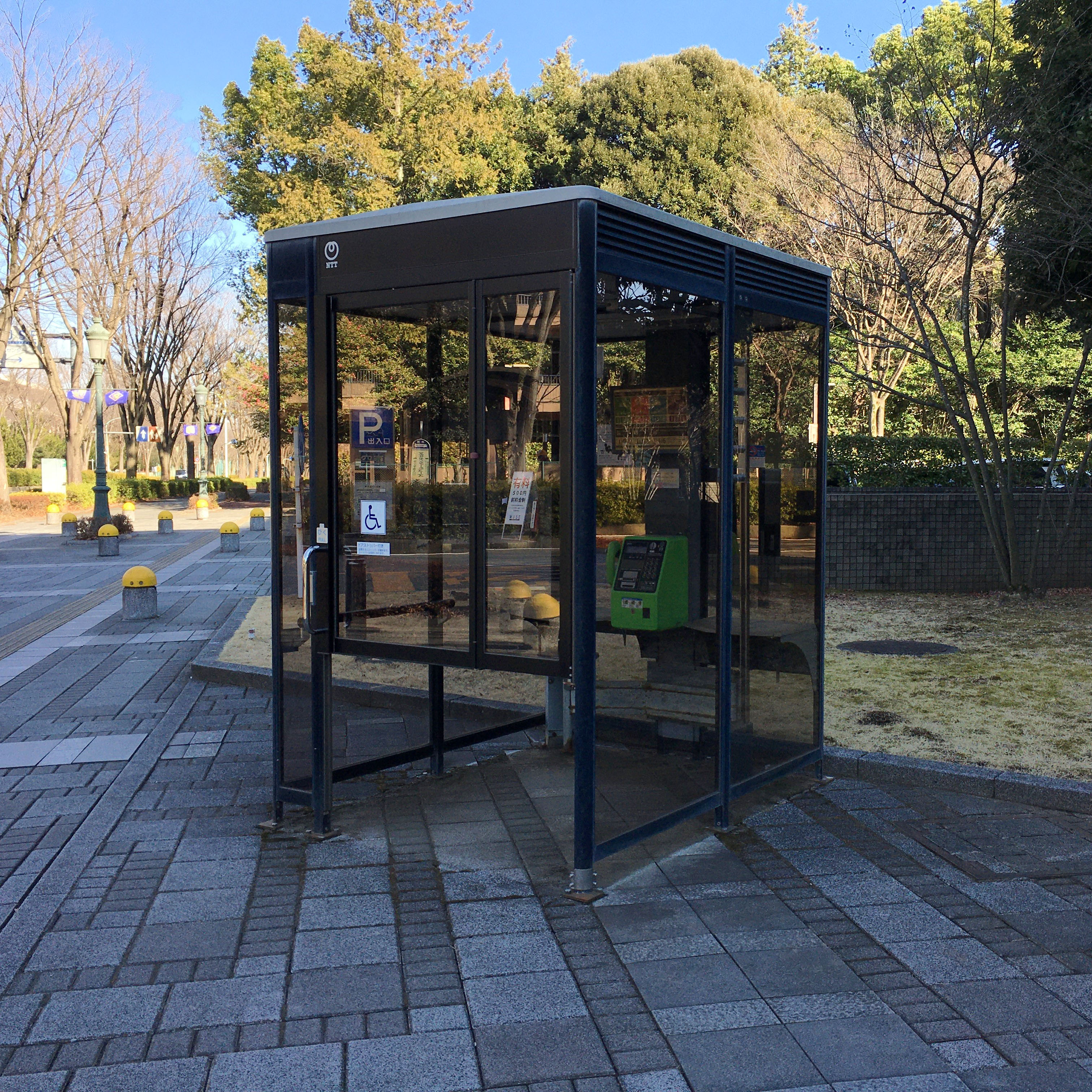
車椅子対応の電話ボックス